# NGC 7809
NGC 7809 (również PGC 158) – galaktyka spiralna (S pec), znajdująca się w gwiazdozbiorze Ryb. Odkrył ją Albert Marth 9 września 1864 roku.